# География Бахрейна
Бахре́йн — островное государство на одноимённом архипелаге, который состоит из 32 островов, находящихся в Персидском заливе недалеко от побережья Аравийского полуострова. Острова находятся на расстоянии приблизительно в 24 км от Саудовской Аравии и в 28 км от Катара. Общая площадь островов, входящих в архипелаг, составляет 766 км², что немногим больше площади Сингапура (715 км²). Площадь самого большого острова, одноимённого государству, составляет 590 км², примерно три четверти от общей площади государства. Остров протянулся на 48 км с севера на юг, а в самой широкой, северной части, — на 6 км с запада на восток.

## Климат
В Бахрейне на всей территории государства представлен аридный климат. При этом в Бахрейне существует два сезона года: очень жаркое лето и относительно мягкая, тёплая зима. В летние месяцы, с апреля по октябрь, дневные температуры приближаются к отметке 40°С, а в июне и июле могут достигать 48°С. Комбинация экстремальной жары и высокой влажности воздуха создаёт летом некомфортные условия. К тому же, в летнее время, периодически появляется жаркий и сухой юго-восточный ветер, который движется через южную, пустынную часть острова и подходит к столице Бахрейна — Манаме. В зимние месяцы, с ноября по март, температура падает и варьируется в районе 10-20°С. Однако, в зимние месяцы сильно повышается влажность воздуха, иногда переваливая за 90 %. C декабря по март превалируют юго-восточные ветра, известные под названием Шамаль; этот ветер приносит влажный воздух на территорию всех островов. Независимо от сезона года, дневные температуры на островах архипелага различаются слабо.
В Бахрейне выпадает очень малое количество осадков. Среднегодовое количество осадков составляет 72 мм, при этом преимущественно дожди идут в зимние месяцы. Ни на одном из островов не существует постоянных рек или ручьев. Зимние дожди обычно имеют ливневый характер, при этом заполняя мелкие понижения — вади, которые остаются сухими на протяжении всего года до следующего сильного дождя. Очень небольшое количество пресной, дождевой воды получается сохранить на питьевые нужды и ирригацию. Однако, в северной части острова Бахрейн и на смежных островах существуют многочисленные родники, а подземные бассейны пресной воды имеют достаточно большой размер и распространяются под дном Персидского залива до побережья Аравийского полуострова. Данные запасы пресной воды, уже с древних времен, привлекали людей на архипелаг. Несмотря на постоянно увеличивающееся засоление подземного бассейна, он до сих пор сохраняет статус важного источника чистой питьевой воды для населения Бахрейна. Но с начала 1980-х стали появляться опреснительные установки, которые на данный момент покрывают около 60 % ежедневной потребности населения в чистой воде.
| Показатель                  | Янв. | Фев. | Март | Апр. | Май  | Июнь | Июль | Авг. | Сен. | Окт. | Нояб. | Дек. | Год  |
| --------------------------- | ---- | ---- | ---- | ---- | ---- | ---- | ---- | ---- | ---- | ---- | ----- | ---- | ---- |
| Абсолютный максимум, °C     | 27,8 | 33,8 | 38,1 | 41,3 | 46,2 | 47,3 | 47,5 | 45,6 | 45,0 | 42,8 | 37,2  | 30,6 | 47,5 |
| Средний максимум, °C        | 20,1 | 21,5 | 24,9 | 30,0 | 35,3 | 37,8 | 39,0 | 38,9 | 37,0 | 33,6 | 28,0  | 22,7 | 30,7 |
| Средняя температура, °C     | 17,0 | 18,0 | 20,9 | 25,5 | 30,6 | 33,2 | 34,6 | 34,6 | 32,8 | 29,6 | 24,4  | 19,4 | 26,7 |
| Средний минимум, °C         | 14,5 | 15,5 | 17,6 | 21,0 | 25,2 | 27,1 | 28,5 | 28,9 | 27,1 | 24,4 | 20,7  | 16,8 | 22,3 |
| Абсолютный минимум, °C      | 5,0  | 8,2  | 10,0 | 13,4 | 15,9 | 19,8 | 25,7 | 24,2 | 23,3 | 19,5 | 12,1  | 8,2  | 5,0  |
| Норма осадков, мм           | 14,6 | 16,0 | 13,9 | 10,0 | 1,1  | 0,0  | 0,0  | 0,0  | 0,0  | 0,5  | 3,8   | 10,9 | 70,8 |
| Источник: «Погода и Климат» |      |      |      |      |      |      |      |      |      |      |       |      |      |

## Ресурсы и землепользование
Природные ресурсы представлены небольшим количеством топливных полезных ископаемых — нефтью (125 млн баррелей) и природным газом (92 млрд м³).
Также в прибрежных водах островов водится рыба и добывается жемчуг.

### Структура землепользования
- С/х угодья: 8,45 %
- Прочее, малоиспользуемые или неиспользуемые земли: 91,45 %

### Водные ресурсы
- Возобновимые водные ресурсы: 0,12 км³
- Потребление воды: 0,3 км³/год (57 % — сельское хозяйство, 40 % — домашние хозяйства, 3 % — промышленность)
- Потребление воды на душу населения: 411 м³/год

## Площадь и границы

### Площадь
- Общая площадь: 766 км²

- Место в мире: 174

### Границы и морские владения
- Сухопутная: отсутствует
- Длина береговой линии: 161 км
- Территориальные воды: 12 морских миль от берега (22,2 км)

### Высотные максимум/минимум
- Нижняя точка: Персидский залив — 0 м
- Высшая точка: Джабаль-ад-Духан — 135 м